# رحمت‌آباد (جوین)
 رحمت‌آباد، روستایی است از توابع بخش عطاملک و در شهرستان جوین استان خراسان رضوی ایران.

## جمعیت
این روستا در دهستان زرین قرار داشته و بر اساس سرشماری سال ۱۳۸۵ جمعیت آن ۵۲۴ نفر (۱۱۵ خانوار)
بوده است.

## زبان ها و گویش ها
مردم این روستا به زبان ترکی خراسانی صحبت می کنند